# José Antônio de Azevedo Castro
José Antônio de Azevedo Castro (Rio de Janeiro, 19 de fevereiro de 1839 — Londres, 1 de janeiro de 1911) foi um político brasileiro. Formou-se em direito em 1862.

## Biografia
Foi presidente da província do Rio Grande do Sul, de 11 de março de 1875 a 5 de abril de 1876.
Foi delegado do Tesouro Nacional em Londres em 1885.

## Obras
- Repertorio da novissima reforma judiciaria: Lei nº 2033 de 20 de setembro e Decreto nº 4824 de 22 de novembro de 1871: seguido dos decretos, avisos, circulares e instrucções relativas a mesma reforma. Rio de Janeiro, B.L. Garnier (1872);
- O novo regulamento do imposto de transmissão de propriedade (1874);
- Consulta sobre varias questões de direito civil, commercial e pennal (1884);
- O livro das convenções consulares: contendo todas as que regulam no Brazil a materia de successões de estrangeiros acompanhadas da respectiva legislação, dos decretos de 8 de novembro de 1851 e 16 de junho de 1859 annotados de decisões do governo. Rio de Janeiro, B.L. Garnier (1885);
- Obras Poeticas e Oratorias (1888);
- Obras Poeticas e Oratorias. Com uma introducção e notas por José Antônio de Azevedo Castro - edição em inglês (1888);
- Obras Poeticas e Oratorias de P.A. Correa Garção com uma introducção e notas por José Antônio de Azevedo Castro - edição em italiano (1888);
- Manual do Delegado do Tesouro Brazileiro em Londres. Typ. e Livraria Chaix (1888 e 1898);
- Memórias: O Visconde de Taunay pelo Dr. José Antônio de Azevedo Castro (1960).